# Mário Pacheco do Nascimento
Mário Pacheco Do Nascimento, noto come Maestro do Nascimento, Mago do Nascimento o Maestro di vita (Rio de Janeiro, 1962), è un truffatore e personaggio televisivo brasiliano che lavorava come televenditore su emittenti locali italiane, coinvolto e condannato insieme a Wanna Marchi e Stefania Nobile in un famoso caso giudiziario italiano.

## Biografia
Appartenente a una famiglia brasiliana molto povera, nel 1991 sbarca in Italia e inizia l'attività di cameriere e cuoco presso un sedicente marchese (o conte) milanese, Attilio Capra de Carré, in via Senato, a Milano. Conosciuta Wanna Marchi, ne diviene inizialmente il maggiordomo, affiancandola poi nelle sue televendite, col ruolo di "mago" o "maestro di vita" che distribuisce talismani contro il malocchio, esercita l'attività di cartomante e venditore di sostanze dimagranti, prevede numeri del lotto, ecc. Durante le trasmissioni televisive sostiene anche di essere l'ultimo discendente di una sacerdotessa brasiliana facente capo alla religione Candomblé. Nel frattempo, Do Nascimento vive nel lusso in una torre medievale a Candelo nella provincia di Biella, affermando di guadagnare "troppi soldi".
Nel dicembre del 2001, a seguito della denuncia di una pensionata milanese e di alcuni servizi della trasmissione Striscia la notizia, viene scoperta una truffa a livello nazionale ai danni di circa trecentomila telespettatori che si rivolgevano alla Marchi e al "mago" Do Nascimento. Quest'ultimo abbandona subito l'Italia senza lasciare tracce. Viene processato e condannato in contumacia con sentenza definitiva nel 2003 a quattro anni di reclusione per associazione per delinquere finalizzata alla truffa e all'estorsione. Viene individuato cinque anni dopo, sempre da Striscia la notizia, a Salvador de Bahia in Brasile, dove aveva intrapreso la professione di parrucchiere. Non ha mai collaborato con la giustizia né partecipato ad alcuna udienza, beneficiando comunque dell'indulto del 2006, con riduzione della pena a un anno, che poi non ha mai scontato. Non è mai stato chiesto un mandato di cattura internazionale.

## Filmografia
- Wanna – docuserie (2022)